# Ray Gaddis
Ray Gaddis, né le 13 janvier 1990 à Indianapolis aux États-Unis, est un joueur américain de soccer. Il joue au poste d'arrière droit.

## Biographie
Ray Gaddis est repêché en 35e position par le Union de Philadelphie lors de la MLS SuperDraft 2012.
Le 4 mars 2021, il décide de mettre fin à sa carrière professionnelle après neuf saisons passées avec le Union de Philadelphie et 250 rencontres avec la franchise de Pennsylvanie.
Finalement, le 5 janvier 2022, presque un an après son retrait, il fait son retour sur les terrains en signant au FC Cincinnati.

## Statistiques
| Saison                | Club                  | Championnat           | Championnat | Championnat | Coupe(s) nationale(s) | Coupe(s) nationale(s) | Séries | Séries | Total | Total |
| Saison                | Club                  | Division              | M.          | B.          | M.                    | B.                    | M.     | B.     | M.    | B.    |
| 2012                  | Union de Philadelphie | MLS                   | 18          | 0           | 2                     | 0                     | -      | -      | 20    | 0     |
| 2013                  | Union de Philadelphie | MLS                   | 31          | 0           | 2                     | 0                     | -      | -      | 33    | 0     |
| 2014                  | Union de Philadelphie | MLS                   | 34          | 0           | 5                     | 0                     | -      | -      | 39    | 0     |
| 2015                  | Union de Philadelphie | MLS                   | 28          | 0           | 5                     | 0                     | -      | -      | 33    | 0     |
| 2016                  | Union de Philadelphie | MLS                   | 7           | 0           | 2                     | 0                     | 0      | 0      | 9     | 0     |
| 2017                  | Union de Philadelphie | MLS                   | 26          | 0           | 1                     | 0                     | -      | -      | 27    | 0     |
| 2018                  | Union de Philadelphie | MLS                   | 28          | 0           | 4                     | 0                     | 1      | 0      | 33    | 0     |
| 2019                  | Union de Philadelphie | MLS                   | 34          | 0           | 1                     | 0                     | 2      | 0      | 37    | 0     |
| 2020                  | Union de Philadelphie | MLS                   | 18          | 0           | -                     | -                     | 1      | 0      | 19    | 0     |
| Sous-total            | Sous-total            | Sous-total            | 224         | 0           | 22                    | 0                     | 4      | 0      | 250   | 0     |
| 2022                  | FC Cincinnati         | MLS                   | 0           | 0           | 0                     | 0                     | -      | -      | 0     | 0     |
| Total sur la carrière | Total sur la carrière | Total sur la carrière | 224         | 0           | 22                    | 0                     | 4      | 0      | 250   | 0     |